# Belmiro Cuica Chissengueti
Belmiro Cuica Chissengueti C.S.Sp. (ur. 5 marca 1969 w Bié) – angolański duchowny rzymskokatolicki, duchacz, od 2018 biskup diecezjalny Kabindy.

## Życiorys

### Prezbiterat
Śluby zakonne w  Zgromadzeniu Ducha Świętego pod opieką Niepokalanego Serca Maryi Panny złożył 5 sierpnia 1995, a święcenia kapłańskie przyjął 5 maja 1996. Pracował duszpastersko w Bengueli (1996–2000) i w parafii św. Piotra w Luandzie (2000–2016). Był jednocześnie m.in. wikariuszem biskupim w luandzkiej archidiecezji oraz radnym prowincjalnym. W 2016 wybrany przełożonym prowincji zakonnej.

### Episkopat
3 lipca 2018 roku został mianowany przez papieża Franciszka biskupem diecezji Kabindy. Sakrę biskupią przyjął 30 września 2018 z rąk arcybiskupa Filomeno Diasa.